# Montecillo de Nieto
Montecillo de Nieto är en ort i Mexiko.   Den ligger i kommunen San Miguel de Allende och delstaten Guanajuato, i den centrala delen av landet, 250 km nordväst om huvudstaden Mexico City. Montecillo de Nieto ligger 1 853 meter över havet och antalet invånare är 294.
Terrängen runt Montecillo de Nieto är huvudsakligen platt, men österut är den kuperad. Montecillo de Nieto ligger nere i en dal. Runt Montecillo de Nieto är det ganska tätbefolkat, med 96 invånare per kvadratkilometer. Närmaste större samhälle är San Miguel de Allende, 10,1 km sydost om Montecillo de Nieto. Trakten runt Montecillo de Nieto består i huvudsak av gräsmarker.